# World Games 2017/Teilnehmer (Chinese Taipei)
| Gelbes Symbol für Goldmedaillen mit stilisierten Olympischen Ringen | Graues Symbol für Silbermedaillen mit stilisierten Olympischen Ringen | Braundes Symbol für Bronzemedaillen mit stilisierten Olympischen Ringen |
| ------------------------------------------------------------------- | --------------------------------------------------------------------- | ----------------------------------------------------------------------- |
| 1                                                                   | 4                                                                     | 3                                                                       |

Die Republik China nahm unter dem Namen Chinesisch Taipeh in Breslau an den World Games 2017 teil. Das NOK Zhonghua Aolinpike Weiyuanhui nominierte 67 Athleten.

## Medaillengewinner

### Gold
| Name | Sportart  | Wettkampf     |
| --- | --------- | ------------- |
| Huai-yun Cheng Tzu-jung Chen Ju Chun Li Chia-jung Tien Ting-hsuan Li Chiaoiyi Kao Chia Yi Kao Ting-yi Huang Yun-chi Li | Tauziehen | Indoor 540 kg |

### Silber
| Name | Sportart            | Wettkampf        |
| --- | ------------------- | ---------------- |
| Ying-chu Chen | Inline-Speedskating | 200 m Zeitfahren |
| Ying-chu Chen | Inline-Speedskating | 500 m Sprint     |
| Tzu-yun Wen | Karate              | Kumite 55 kg     |
| Ya-wen Lin Shu-chi Chan Chou-ying Li Shu-ping Chu Cin Chen Szu-yu Lin Ying-yen Chuan Chun-hsien Wu Nien-hua Huang Shu-an Wu Chun-ta Chen Chen-yu Kao Tzu-yao Huang Hsiang-lin Chuang | Korfball            | Mannschaft       |

### Bronze
| Name          | Sportart            | Wettkampf                   |
| ------------- | ------------------- | --------------------------- |
| Ho-chen Yang  | Inline-Speedskating | 10.000 m Punkte Rennen Bahn |
| Wei-ling Chen | Kraftdreikampf      | Leichtgewicht               |
| Hui-chun Wu   | Kraftdreikampf      | Mittelgewicht               |

## Teilnehmer nach Sportarten

### Beachhandball
| Wettbewerb           | Frauen |
| -------------------- | --- |
| Athleten             | Nien-en Hsieh Sz-yu Lin Shu-fen Chen Szu-yu Chen Chih-shan Huang Li-chuan yu Yu-hui Chang Chen-chen Chien Rou-an Tang Chia-yun Chiang |
| Gruppenphase         | Polen 0:2 Australien 0:2 Brasilien 0:2                                                                                                |
| Viertelfinale        | Norwegen 0:2 |
| Halbfinale Platz 5–8 | Australien 0:2 |
| Spiel um Platz 7     | Tunesien 2:1 |
| Platzierung          | 7 |

### Billard
| Athleten      | Wettbewerb | Achtelfinale | Achtelfinale | Viertelfinale  | Viertelfinale | Halbfinale    | Halbfinale    | Finale / Platz 3 | Finale / Platz 3 | Rang          |
| Athleten      | Wettbewerb | Gegner       | Ergebnis     | Gegner         | Ergebnis      | Gegner        | Ergebnis      | Gegner           | Ergebnis         | Rang          |
| ------------- | ---------- | ------------ | ------------ | -------------- | ------------- | ------------- | ------------- | ---------------- | ---------------- | ------------- |
| Frauen        |            |              |              |                |               |               |               |                  |                  |               |
| Chou Chieh-yu | 9-Ball     | Ina Kaplan   | 9:1          | Chezka Centeno | 8:9           | ausgeschieden | ausgeschieden | ausgeschieden    | ausgeschieden    | ausgeschieden |
| Männer        |            |              |              |                |               |               |               |                  |                  |               |
| Ko Pin-yi     | 9-Ball     | Ronald Regli | 11:5         | David Alcaide  | 11:9          | Jayson Shaw   | 11:6          | Naoyuki Ōi       | 9:11             | 4             |

### Bowling
| Athleten                     | Wettbewerb | Qualifikation | Qualifikation | Vorrunde                        | Vorrunde | Vorrunde                          | Vorrunde | Vorrunde                        | Vorrunde | Achtelfinale  | Achtelfinale  | Viertelfinale | Viertelfinale | Halbfinale    | Halbfinale    | Finale        | Finale        | Rang          |
| Athleten                     | Wettbewerb | Punkte        | Rang          | Gegner                          | Ergebnis | Gegner                            | Ergebnis | Gegner                          | Ergebnis | Gegner        | Ergebnis      | Gegner        | Ergebnis      | Gegner        | Ergebnis      | Gegner        | Ergebnis      | Rang          |
| ---------------------------- | ---------- | ------------- | ------------- | ------------------------------- | -------- | --------------------------------- | -------- | ------------------------------- | -------- | ------------- | ------------- | ------------- | ------------- | ------------- | ------------- | ------------- | ------------- | ------------- |
| Frauen                       |            |               |               |                                 |          |                                   |          |                                 |          |               |               |               |               |               |               |               |               |               |
| Hsin-yi Tsai                 | Einzel     | 1162          | 28            | –                               | –        | –                                 | –        | –                               | –        | ausgeschieden | ausgeschieden | ausgeschieden | ausgeschieden | ausgeschieden | ausgeschieden | ausgeschieden | ausgeschieden | ausgeschieden |
| Yu-fen Pan                   | Einzel     | 1179          | 27            | –                               | –        | –                                 | –        | –                               | –        | ausgeschieden | ausgeschieden | ausgeschieden | ausgeschieden | ausgeschieden | ausgeschieden | ausgeschieden | ausgeschieden | ausgeschieden |
| Hsin-yi Tsai Yu-fen Pan      | Doppel     | –             | –             | Laura Beuthner / Birgit Poppler | 846:876  | Patricia De Faria / Karen Marcano | 825:869  | Yuhong Zhang / Chunli Zhang     | 838:794  | ausgeschieden | ausgeschieden | ausgeschieden | ausgeschieden | ausgeschieden | ausgeschieden | ausgeschieden | ausgeschieden | ausgeschieden |
| Männer                       |            |               |               |                                 |          |                                   |          |                                 |          |               |               |               |               |               |               |               |               |               |
| Kun-yi Hung                  | Einzel     | 1309          | 21            | –                               | –        | –                                 | –        | –                               | –        | ausgeschieden | ausgeschieden | ausgeschieden | ausgeschieden | ausgeschieden | ausgeschieden | ausgeschieden | ausgeschieden | ausgeschieden |
| Chin-liang Hsieh             | Einzel     | 1214          | 30            | –                               | –        | –                                 | –        | –                               | –        | ausgeschieden | ausgeschieden | ausgeschieden | ausgeschieden | ausgeschieden | ausgeschieden | ausgeschieden | ausgeschieden | ausgeschieden |
| Chin-liang Hsieh Kun-yi Hung | Doppel     | –             | –             | Marshall Kent / Thommy Jones    | 888:941  | Andres Gomez / Oscar Rodriguez    | 821:906  | Andreas Gripp / Tobias Boarding | 837:915  | –             | –             | ausgeschieden | ausgeschieden | ausgeschieden | ausgeschieden | ausgeschieden | ausgeschieden | ausgeschieden |

### Feldbogenschießen
| Athleten      | Wettbewerb    | Qualifikation | Qualifikation | Sechzehntelfinale | Sechzehntelfinale | Achtelfinale  | Achtelfinale  | Viertelfinale | Viertelfinale | Halbfinale    | Halbfinale    | Finale        | Finale        | Rang          |
| Athleten      | Wettbewerb    | Ringe         | Rang          | Gegner            | Ergebnis          | Gegner        | Ergebnis      | Gegner        | Ergebnis      | Gegner        | Ergebnis      | Gegner        | Ergebnis      | Rang          |
| ------------- | ------------- | ------------- | ------------- | ----------------- | ----------------- | ------------- | ------------- | ------------- | ------------- | ------------- | ------------- | ------------- | ------------- | ------------- |
| Frauen        |               |               |               |                   |                   |               |               |               |               |               |               |               |               |               |
| Yi-hsuan Chen | Compoundbogen | 694           | 9             | Ilana Malan       | 141:142           | ausgeschieden | ausgeschieden | ausgeschieden | ausgeschieden | ausgeschieden | ausgeschieden | ausgeschieden | ausgeschieden | ausgeschieden |

### Flossenschwimmen
| Athleten        | Wettbewerb        | Finale  | Finale | Rang |
| Athleten        | Wettbewerb        | Zeit    | Rang   | Rang |
| --------------- | ----------------- | ------- | ------ | ---- |
| Frauen          |                   |         |        |      |
| Chiao Ying Chen | 50 m Doppelflosse | 21,91 s | 5      | 5    |

### Inline-Speedskating

#### Bahn
| Athleten      | Wettbewerb           | Qualifikation | Qualifikation | Viertelfinale    | Viertelfinale    | Halbfinale       | Halbfinale       | Finale           | Finale           | Rang             |
| Athleten      | Wettbewerb           | Zeit          | Rang          | Zeit             | Rang             | Zeit             | Rang             | Zeit/Punkte      | Rang             | Rang             |
| ------------- | -------------------- | ------------- | ------------- | ---------------- | ---------------- | ---------------- | ---------------- | ---------------- | ---------------- | ---------------- |
| Frauen        |                      |               |               |                  |                  |                  |                  |                  |                  |                  |
| Ho-chen Yang  | 300 m Zeitfahren     | 26,922 s      | 5             | –                | –                | –                | –                | 27,137 s         | 8                | 8                |
| Meng-chu Li   | 300 m Zeitfahren     | 27,132 s      | 9             | –                | –                | –                | –                | 27,213 s         | 10               | 10               |
| Ho-chen Yang  | 500 m Sprint         | –             | –             | 45,116 s         | 2                | 45,391 s         | 2                | 44,443 s         | 4                | 4                |
| Meng-chu Li   | 500 m Sprint         | –             | –             | 45,851 s         | 3                | ausgeschieden    | ausgeschieden    | ausgeschieden    | ausgeschieden    | ausgeschieden    |
| Ho-chen Yang  | 1000 m Sprint        | –             | –             | nicht angetreten | nicht angetreten | nicht angetreten | nicht angetreten | nicht angetreten | nicht angetreten | nicht angetreten |
| Meng-chu Li   | 1000 m Sprint        | –             | –             | 1:30,299 min     | 10               | 1:29,949 min     | 5                | 1:32,560 min     | 6                | 6                |
| Ho-chen Yang  | 10000 m Punkterennen | –             | –             | –                | –                | –                | –                | 10 Punkte        | 3                | Bronze           |
| Meng-chu Li   | 10000 m Punkterennen | –             | –             | –                | –                | –                | –                | 4 Punkte         | 4                | 4                |
| Meng-chu Li   | 15000 m Rennen       | –             | –             | –                | –                | –                | –                | 26:29,267 min    | 4                | 4                |
| Ho-chen Yang  | 15000 m Rennen       | –             | –             | –                | –                | –                | –                | 26:37,820 min    | 5                | 5                |
| Männer        |                      |               |               |                  |                  |                  |                  |                  |                  |                  |
| Mao-chieh Kao | 300 m Zeitfahren     | 24,611 s      | 5             | –                | –                | –                | –                | 24,950 s         | 7                | 7                |
| Yu-lin Huang  | 300 m Zeitfahren     | 24,981 s      | 7             | –                | –                | –                | –                | 25,030 s         | 8                | 8                |
| Mao-chieh Kao | 500 m Sprint         | –             | –             | 42,937 s         | 2                | 43,118 s         | 4                | ausgeschieden    | ausgeschieden    | ausgeschieden    |
| Yu-lin Huang  | 500 m Sprint         | –             | –             | 42,137 s         | 3                | ausgeschieden    | ausgeschieden    | ausgeschieden    | ausgeschieden    | ausgeschieden    |
| Mao-chieh Kao | 1000 m Sprint        | –             | –             | nicht angetreten | nicht angetreten | nicht angetreten | nicht angetreten | nicht angetreten | nicht angetreten | nicht angetreten |
| Yu-lin Huang  | 1000 m Sprint        | –             | –             | ausgeschieden    | ausgeschieden    | ausgeschieden    | ausgeschieden    | ausgeschieden    | ausgeschieden    | ausgeschieden    |
| Yu-lin Huang  | 10000 m Punkterennen | –             | –             | –                | –                | –                | –                | ausgeschieden    | 13               | 13               |
| Yu-lin Huang  | 15000 m Rennen       | –             | –             | –                | –                | –                | –                | ausgeschieden    | ausgeschieden    | ausgeschieden    |

#### Straße
| Athleten       | Wettbewerb           | Qualifikation    | Qualifikation    | Viertelfinale    | Viertelfinale    | Halbfinale       | Halbfinale       | Finale           | Finale           | Rang             |
| Athleten       | Wettbewerb           | Zeit             | Rang             | Zeit             | Rang             | Zeit             | Rang             | Zeit/Punkte      | Rang             | Rang             |
| -------------- | -------------------- | ---------------- | ---------------- | ---------------- | ---------------- | ---------------- | ---------------- | ---------------- | ---------------- | ---------------- |
| Frauen         |                      |                  |                  |                  |                  |                  |                  |                  |                  |                  |
| Ho-chen Yang   | 200 m Zeitfahren     | nicht angetreten | nicht angetreten | nicht angetreten | nicht angetreten | nicht angetreten | nicht angetreten | nicht angetreten | nicht angetreten | nicht angetreten |
| Meng-chu Li    | 200 m Zeitfahren     | 19,904 s         | 16               | ausgeschieden    | ausgeschieden    | ausgeschieden    | ausgeschieden    | ausgeschieden    | ausgeschieden    | ausgeschieden    |
| Ying-chu Chen  | 200 m Zeitfahren     | 19,241 s         | 2                | –                | –                | –                | –                | 18,977 s         | 2                | Silber           |
| Ho-chen Yang   | 500 m Sprint         | nicht angetreten | nicht angetreten | nicht angetreten | nicht angetreten | nicht angetreten | nicht angetreten | nicht angetreten | nicht angetreten | nicht angetreten |
| Meng-chu Li    | 500 m Sprint         | 53,937 s         | 3                | ausgeschieden    | ausgeschieden    | ausgeschieden    | ausgeschieden    | ausgeschieden    | ausgeschieden    | ausgeschieden    |
| Ying-chu Chen  | 500 m Sprint         | 57,363 s         | 2                | 47,009 s         | 1                | 46,225 s         | 1                | 46,675 s         | 2                | Silber           |
| Ho-chen Yang   | 10000 m Punkterennen | –                | –                | –                | –                | –                | –                | 6 Punkte         | 4                | 4                |
| Meng-chu Li    | 10000 m Punkterennen | –                | –                | –                | –                | –                | –                | 0 Punkte         | 15               | 15               |
| Ying-chu Chen  | 10000 m Punkterennen | nicht angetreten | nicht angetreten | nicht angetreten | nicht angetreten | nicht angetreten | nicht angetreten | nicht angetreten | nicht angetreten | nicht angetreten |
| Ho-chen Yang   | 20000 m Rennen       | –                | –                | –                | –                | –                | –                | ausgeschieden    | ausgeschieden    | ausgeschieden    |
| Meng-chu Li    | 20000 m Rennen       | –                | –                | –                | –                | –                | –                | 33:04,575 min    | 5                | 5                |
| Ying-chu Chen  | 20000 m Rennen       | nicht angetreten | nicht angetreten | nicht angetreten | nicht angetreten | nicht angetreten | nicht angetreten | nicht angetreten | nicht angetreten | nicht angetreten |
| Männer         |                      |                  |                  |                  |                  |                  |                  |                  |                  |                  |
| Mao-chieh Kao  | 200 m Zeitfahren     | 17,541 s         | 10               | –                | –                | –                | –                | 17,280 s         | 6                | 6                |
| Yu-lin Huang   | 200 m Zeitfahren     | 18,206 s         | 14               | ausgeschieden    | ausgeschieden    | ausgeschieden    | ausgeschieden    | ausgeschieden    | ausgeschieden    | ausgeschieden    |
| Mao-chieh Kao  | 500 m Sprint         | 47,360 s         | 4                | ausgeschieden    | ausgeschieden    | ausgeschieden    | ausgeschieden    | ausgeschieden    | ausgeschieden    | ausgeschieden    |
| Yu-lin Huang   | 500 m Sprint         | 44,921 s         | 2                | 43,451 s         | 3                | ausgeschieden    | ausgeschieden    | ausgeschieden    | ausgeschieden    | ausgeschieden    |
| Mao-chieh Kao  | 10000 m Punkterennen | nicht angetreten | nicht angetreten | nicht angetreten | nicht angetreten | nicht angetreten | nicht angetreten | nicht angetreten | nicht angetreten | nicht angetreten |
| Yan-cheng Chen | 10000 m Punkterennen | –                | –                | –                | –                | –                | –                | 0 Punkte         | 11               | 11               |
| Yu-lin Huang   | 20000 m Rennen       | –                | –                | –                | –                | –                | –                | ausgeschieden    | ausgeschieden    | ausgeschieden    |
| Yan-cheng Chen | 20000 m Rennen       | –                | –                | –                | –                | –                | –                | ausgeschieden    | ausgeschieden    | ausgeschieden    |

### Kanupolo
| Wettbewerb   | Männer |
| ------------ | --- |
| Athleten     | Wei Chen Hsaio Tung Yang Wu Chin-yen Hsu Tzu Hsing Chao Teng Hui Huang Yen Yi Huang Yong Xu Li Shao Hung Chien |
| Gruppenphase | Frankreich 3:10 Polen 5:9 Italien 2:7 Deutschland 1:8 Spanien 1:10 Neuseeland 1:8                              |
| Halbfinale   | ausgeschieden                                                                                                  |
| Finale       | ausgeschieden                                                                                                  |
| Platzierung  | 7 |

### Karate
| Athleten    | Wettbewerb   | Vorrunde     | Vorrunde | Vorrunde     | Vorrunde | Vorrunde          | Vorrunde | Halbfinale  | Halbfinale | Finale / Platz 3 | Finale / Platz 3 | Rang   |
| Athleten    | Wettbewerb   | Gegner       | Ergebnis | Gegner       | Ergebnis | Gegner            | Ergebnis | Gegner      | Ergebnis   | Gegner           | Ergebnis         | Rang   |
| ----------- | ------------ | ------------ | -------- | ------------ | -------- | ----------------- | -------- | ----------- | ---------- | ---------------- | ---------------- | ------ |
| Frauen      |              |              |          |              |          |                   |          |             |            |                  |                  |        |
| Tzu-yun Wen | Kumite 55 kg | Emilie Thouy | 0:1      | Tmeika Knapp | 8:0      | Dorota Banasczcyk | 4:0      | Sara Cardin | 1:0        | Valeria Kumizaki | 0:1              | Silber |

### Korfball
| Wettbewerb       | Mixed |
| ---------------- | --- |
| Athleten         | Ya-wen Lin Shu-chi Chan Chou-ying Li Shu-ping Chu Cin Chen Szu-yu Lin Ying-yen Chuan Chun-hsien Wu Nien-hua Huang Shu-an Wu Chun-ta Chen Chen-yu Kao Tzu-yao Huang Hsiang-lin Chuang |
| Gruppenphase     | Deutschland 22:14 (7:4, 1:2, 6:5, 8:3) Großbritannien 23:16 (4:3, 9:5, 4:4, 6:4) Polen 29:16 (7:2, 6:3, 8:4, 8:7)                                                                    |
| Halbfinale       | Belgien 22:18 (7:7, 6:3, 5:5, 4:3) |
| Spiel um Platz 3 | Niederlande 14:26 (3:7, 4:6, 2:7, 6:5) |
| Platzierung      | Silber |

### Kraftdreikampf
| Athleten         | Wettbewerb         | Kniebeugen (kg) | Bankdrücken (kg) | Kreuzheben (kg) | Gesamt (kg) | Punkte | Rang   |
| ---------------- | ------------------ | --------------- | ---------------- | --------------- | ----------- | ------ | ------ |
| Frauen           |                    |                 |                  |                 |             |        |        |
| Wei-ling Chen    | Leichtgewicht      | 185,0           | 135,0            | 165,0           | 485,0       | 657,90 | Bronze |
| Hui-chun Wu      | Mittelgewicht      | 205,0           | 145,0            | 202,5           | 552,5       | 624,55 | Bronze |
| Yan-wen Chang    | Superschwergewicht | 245,0           | 145,0            | 217,5           | 607,5       | 511,94 | 10     |
| Männer           |                    |                 |                  |                 |             |        |        |
| Yi-chun Lin      | Leichtgewicht      | 260,0           | 170,0            | 257,5           | 687,5       | 590,77 | 7      |
| Tsung-ting Hsieh | Leichtgewicht      | 265,0           | 210,0            | 280,0           | 755,0       | 604,30 | 4      |

### Muay Thai
| Athleten   | Wettbewerb | Viertelfinale   | Viertelfinale | Halbfinale    | Halbfinale    | Finale        | Finale        | Rang          |
| Athleten   | Wettbewerb | Gegner          | Ergebnis      | Gegner        | Ergebnis      | Gegner        | Ergebnis      | Rang          |
| ---------- | ---------- | --------------- | ------------- | ------------- | ------------- | ------------- | ------------- | ------------- |
| Männer     |            |                 |               |               |               |               |               |               |
| Yu-xi Chen | 54 kg      | Aslanbek Zireev | 9:10          | ausgeschieden | ausgeschieden | ausgeschieden | ausgeschieden | ausgeschieden |

### Orientierungslauf
| Athleten        | Wettbewerb    | Zeit         | Rang |
| --------------- | ------------- | ------------ | ---- |
| Frauen          |               |              |      |
| Ting-hsuan Wang | Sprint        | 19:37,60 min | 37   |
| Ting-hsuan Wang | Mittelstrecke | 1:17:06 h    | 38   |
| Männer          |               |              |      |
| Cheng Hsun Liu  | Sprint        | 20:24,70 min | 40   |
| Cheng Hsun Liu  | Mittelstrecke | 1:19:19 h    | 39   |

### Rollschuhkunstlauf
| Athleten                      | Wettbewerb | Short Programm | Long Programm | Rang |
| ----------------------------- | ---------- | -------------- | ------------- | ---- |
| Mixed                         |            |                |               |      |
| Chia-sheng Chien Wen-jen Tung | Paar       | 59.100         | 252.600       | 6    |

### Sumō
| Athleten       | Wettbewerb    | 1. Runde  | 1. Runde | 2. Runde      | 2. Runde      | Achtelfinale     | Achtelfinale  | Viertelfinale | Viertelfinale | Halbfinale    | Halbfinale    | Finale/Platz 3 | Finale/Platz 3 | Rang          |
| Athleten       | Wettbewerb    | Gegner    | Ergebnis | Gegner        | Ergebnis      | Gegner           | Ergebnis      | Gegner        | Ergebnis      | Gegner        | Ergebnis      | Gegner         | Ergebnis       | Rang          |
| -------------- | ------------- | --------- | -------- | ------------- | ------------- | ---------------- | ------------- | ------------- | ------------- | ------------- | ------------- | -------------- | -------------- | ------------- |
| Frauen         |               |           |          |               |               |                  |               |               |               |               |               |                |                |               |
| Hui-shan Hsiao | Leichtgewicht | –         | –        | –             | –             | Euscaris Pereira | verloren      | ausgeschieden | ausgeschieden | ausgeschieden | ausgeschieden | ausgeschieden  | ausgeschieden  | ausgeschieden |
| Hui-shan Hsiao | Offene Klasse | Asano Ota | verloren | ausgeschieden | ausgeschieden | ausgeschieden    | ausgeschieden | ausgeschieden | ausgeschieden | ausgeschieden | ausgeschieden | ausgeschieden  | ausgeschieden  | ausgeschieden |

### Tauziehen
| Wettbewerb       | Frauen Indoor 640 kg                                                                                                   |
| ---------------- | --- |
| Athleten         | Huai-yun Cheng Tzu-jung Chen Ju Chun Li Chia-jung Tien Ting-hsuan Li Chiaoiyi Kao Chia Yi Kao Ting-yi Huang Yun-chi Li |
| Gruppenphase     | Südafrika 3:0 Volksrepublik China 3:0 Irland 3:0 Schweiz 3:0 Niederlande 3:0                                           |
| Halbfinale       | Südafrika 3:0 |
| Spiel um Platz 3 | Volksrepublik China 3:0                                                                                                |
| Platzierung      | Gold |